# Varrains
Varrains és un municipi francès situat al departament de Maine i Loira i a la regió de País del Loira. L'any 2007 tenia 1.192 habitants.

## Demografia

### Població
El 2007 la població de fet de Varrains era de 1.192 persones. Hi havia 469 famílies de les quals 120 eren unipersonals (48 homes vivint sols i 72 dones vivint soles), 189 parelles sense fills, 140 parelles amb fills i 20 famílies monoparentals amb fills.
La població ha evolucionat segons el següent gràfic:
Habitants censats

### Habitatges
El 2007 hi havia 539 habitatges, 495 eren l'habitatge principal de la família, 12 eren segones residències i 32 estaven desocupats. 507 eren cases i 31 eren apartaments. Dels 495 habitatges principals, 371 estaven ocupats pels seus propietaris, 110 estaven llogats i ocupats pels llogaters i 13 estaven cedits a títol gratuït; 3 tenien una cambra, 17 en tenien dues, 50 en tenien tres, 123 en tenien quatre i 301 en tenien cinc o més. 389 habitatges disposaven pel capbaix d'una plaça de pàrquing. A 218 habitatges hi havia un automòbil i a 243 n'hi havia dos o més.

### Piràmide de població
La piràmide de població per edats i sexe el 2009 era:
| Homes | Edats   | Dones |
| ----- | ------- | ----- |
| 0     | 95 o +  | 0     |
| 4     | 90 a 94 | 0     |
| 0     | 85 a 89 | 4     |
| 4     | 80 a 84 | 0     |
| 24    | 75 a 79 | 24    |
| 44    | 70 a 74 | 44    |
| 32    | 65 a 69 | 44    |
| 32    | 60 a 64 | 44    |
| 32    | 55 a 59 | 44    |
| 52    | 50 a 54 | 24    |
| 44    | 45 a 49 | 48    |
| 40    | 40 a 44 | 28    |
| 36    | 35 a 39 | 56    |
| 36    | 30 a 34 | 24    |
| 40    | 25 a 29 | 20    |
| 12    | 20 a 24 | 20    |
| 36    | 15 a 19 | 36    |
| 40    | 10 a 14 | 32    |
| 44    | 5 a 9   | 24    |
| 12    | 0 a 4   | 24    |

## Economia
El 2007 la població en edat de treballar era de 733 persones, 512 eren actives i 221 eren inactives. De les 512 persones actives 481 estaven ocupades (252 homes i 229 dones) i 31 estaven aturades (11 homes i 20 dones). De les 221 persones inactives 110 estaven jubilades, 57 estaven estudiant i 54 estaven classificades com a «altres inactius».

### Ingressos
El 2009 a Varrains hi havia 499 unitats fiscals que integraven 1.230 persones, la mediana anual d'ingressos fiscals per persona era de 19.290 €.

### Activitats econòmiques
Dels 32 establiments que hi havia el 2007, 1 era d'una empresa alimentària, 2 d'empreses de fabricació d'altres productes industrials, 5 d'empreses de construcció, 5 d'empreses de comerç i reparació d'automòbils, 1 d'una empresa d'hostatgeria i restauració, 2 d'empreses financeres, 5 d'empreses immobiliàries, 6 d'empreses de serveis, 2 d'entitats de l'administració pública i 3 d'empreses classificades com a «altres activitats de serveis».
Dels 8 establiments de servei als particulars que hi havia el 2009, 2 eren fusteries, 2 lampisteries, 1 empresa de construcció, 2 perruqueries i 1 agència immobiliària.
Dels 2 establiments comercials que hi havia el 2009, 1 era una botiga de menys de 120 m² i 1 una fleca.
L'any 2000 a Varrains hi havia 40 explotacions agrícoles que ocupaven un total de 638 hectàrees.

## Equipaments sanitaris i escolars
L'únic equipament sanitari que hi havia el 2009 era una farmàcia.
El 2009 hi havia 2 escoles elementals.

## Poblacions més properes
El següent diagrama mostra les poblacions més properes.